# Giovanni Proni
Giovanni Proni (Lugo, 2 settembre 1912 – Forlì, 15 novembre 1991) è stato un vescovo cattolico italiano; resse le diocesi di Termoli, di Bertinoro e di Forlì.

## Biografia
Nacque a Lugo, ultimo di dieci figli, da Leopoldo ed Annunziata Poletti.
Crebbe nella parrocchia di San Francesco di Paola. Nel 1925 morì prematuramente il padre.

### Formazione e ministero sacerdotale
Giovanni compì gli studi ginnasiali (da 10 a 14 anni, come prevede la legge Casati) nel seminario vescovile d'Imola. Qui maturò la sua vocazione. Nel percorso al sacerdozio, stante la morte del padre, venne seguito da due sacerdoti lughesi, monsignor Luigi Emiliani e Vittorio Lugatti.

Compì gli studi liceali (15-17 anni) e teologici nel Seminario regionale di Bologna. Nel 1937 venne inviato a Roma presso la Pontificia Università Lateranense, dove nel 1940 conseguì la laurea in utroque iure.
Fu ordinato sacerdote il 27 giugno 1937 nel Duomo di Imola dal vescovo Paolino Tribbioli. Iniziò subito a prestare servizio nel paese natale. Nell'ottobre 1940 cominciò il suo ministero pastorale nella nuova parrocchia di Voltana (intitolata ai santi Antonio di Padova e Giovanni Bosco), popolosa frazione del comune di Lugo. Fondò l'asilo parrocchiale e la Casa del bambino. Promosse e finanziò la costruzione della chiesa parrocchiale.
Efficace predicatore, venne chiamato a tenere sermoni in occasione di esercizi spirituali, tridui, novene e in preparazione della Pasqua nelle parrocchie di Lugo e in altre parrocchie della diocesi. Era apprezzato conferenziere.
Nel 1953 lasciò Voltana dopo 13 anni e prese possesso della parrocchia arcipretale di Massa Lombarda, il terzo centro abitato più grande della diocesi (10 ottobre).

Il 29 agosto 1956 ricevette da papa Pio XII il titolo di monsignore; il 25 settembre 1958 fu nominato vicario generale della diocesi imolese.

### Ministero episcopale
Il 18 aprile 1962 fu eletto con bolla pontificia vescovo di Termoli, ricevette la consacrazione episcopale a Massa Lombarda il 27 maggio e prese possesso della sua diocesi il 29 giugno successivo.
Partecipò a tutte e quattro le sessioni del Concilio Vaticano II.
Nel 1967 compì la visita pastorale della diocesi, animato dallo spirito del Concilio.
Dal 1970 fu vescovo di Bertinoro e vescovo coadiutore di Forlì. Come vescovo di Bertinoro, confermò monsignor Giuseppe Fabiani nella carica di vicario generale.
Il 9 giugno 1976 diventa anche vescovo di Forlì, unendo così le due diocesi di Forlì e di Bertinoro in persona episcopi. In quanto vescovo di Forlì, intrattenne buoni rapporti di stima e amicizia con don Francesco Ricci, esponente di primo piano del movimento di Comunione e Liberazione, attivo in città. Nel 1977 consacrò vescovo Luigi Amaducci. Nello stesso anno avviò la costituzione della Caritas diocesana di Forlì, in sostituzione della precedente Opera Diocesana Assistenza (ODA). Il passaggio dall'una all'altra istituzione risultò piuttosto laborioso, tanto che la costituzione ufficiale della Caritas avvenne solo nel 1987.
Nel 1984 fu tra i primi ad aderire, rilanciandola, alla campagna proposta da monsignor Gilberto Baroni, vescovo di Reggio Emilia, a favore di un "digiuno" dalla televisione durante la Quaresima. L'8 maggio 1986 accolse a Forlì papa Giovanni Paolo II, il primo Pontefice in visita dopo Pio IX, giunto in città quando Forlì faceva ancora parte dello Stato della Chiesa. Nello stesso anno le diocesi di Forlì e di Bertinoro vengono unite plena unione.
Vescovo emerito dal 9 aprile 1988, muore nel 1991.

## Genealogia episcopale
La genealogia episcopale è:
- Cardinale Scipione Rebiba
- Cardinale Giulio Antonio Santori
- Cardinale Girolamo Bernerio, O.P.
- Vescovo Claudio Rangoni
- Arcivescovo Wawrzyniec Gembicki
- Arcivescovo Jan Wężyk
- Vescovo Piotr Gembicki
- Vescovo Jan Gembicki
- Vescovo Bonawentura Madaliński
- Vescovo Jan Małachowski
- Arcivescovo Stanisław Szembek
- Vescovo Felicjan Konstanty Szaniawski
- Vescovo Andrzej Stanisław Załuski
- Arcivescovo Adam Ignacy Komorowski
- Arcivescovo Władysław Aleksander Łubieński
- Vescovo Andrzej Stanisław Młodziejowski
- Arcivescovo Kasper Kazimierz Cieciszowski
- Vescovo Franciszek Borgiasz Mackiewicz
- Vescovo Michał Piwnicki
- Arcivescovo Ignacy Ludwik Pawłowski
- Arcivescovo Kazimierz Roch Dmochowski
- Arcivescovo Wacław Żyliński
- Vescovo Aleksander Kazimierz Bereśniewicz
- Arcivescovo Szymon Marcin Kozłowski
- Vescovo Mečislovas Leonardas Paliulionis
- Arcivescovo Bolesław Hieronim Kłopotowski
- Arcivescovo Jerzy Józef Elizeusz Szembek
- Vescovo Stanisław Kazimierz Zdzitowiecki
- Cardinale Aleksander Kakowski
- Papa Pio XI
- Cardinale Alfredo Ildefonso Schuster, O.S.B.
- Vescovo Adriano Bernareggi
- Vescovo Benigno Carrara
- Vescovo Giovanni Proni